# Cinquanta sfumature di nero (film)
Cinquanta sfumature di nero (Fifty Shades Darker) è un film del 2017 diretto da James Foley.
La pellicola è il sequel di Cinquanta sfumature di grigio (2015) e l'adattamento cinematografico del romanzo omonimo di E. L. James, qui nel ruolo di produttrice.

## Trama
Dopo che Anastasia Steele ha lasciato Christian Grey, lui ha degli incubi sulla sua infanzia violenta. Nel frattempo, Ana inizia un nuovo lavoro come assistente di Jack Hyde, redattore della Seattle Independent Publishing (SIP), le cui tre precedenti assistenti si sono tutte licenziate negli ultimi 18 mesi. Ana si imbatte inaspettatamente in Christian all'inaugurazione della mostra fotografica dell'amico José Rodriguez, dove sono esposte anche delle immagini di lei. È sgomenta quando scopre che Christian le ha acquistate in blocco, perché non vuole che gli altri la possano "avere". Christian vuole che Ana lo riveda di nuovo e lei accetta a condizione che non ci siano regole, né punizioni, né termini più segreti, che la loro sia una relazione vera e normale.
Mentre Jack e Ana vanno a bere qualcosa dopo il lavoro, lei viene avvicinata per strada da una giovane donna che le somiglia incredibilmente. Christian arriva al bar e si comporta con freddezza verso Jack, poi porta Ana fuori dal bar e l'avverte sulla reputazione di lui. Ana non gli crede ed è infastidita dal fatto che Christian stia considerando di acquistare la SIP per controllare lei e il suo nuovo capo. Il giorno dopo, Jack dice ad Ana che si aspetta che lei lo accompagni durante un viaggio espositivo a New York, ma dopo aver parlato con Christian, rifiuta di partecipare.
Poco dopo, Ana nota di nuovo la stessa donna che osserva lei e Christian da lontano. Christian devia l'indagine di Ana sull'identità della donna, ma in seguito ammette che è Leila Williams, una sua ex sottomessa. Leila voleva di più e Christian quindi ha posto fine al loro accordo contrattuale. Leila ha sposato un uomo che in seguito è morto, causandole un esaurimento mentale. Da allora, ha iniziato  a perseguitare Christian e poi anche Ana, per capire se e perché lei abbia una relazione con Christian e non sia solo una sottomessa.
Prima dell'annuale ballo di beneficenza della famiglia Grey, Christian porta Ana ad un salone di bellezza di proprietà di Elena Lincoln. Elena, un'amica di famiglia, è anche l'ex dominatrice di Christian che lo ha introdotto al BDSM, seducendolo quando era più giovane. Ana è furiosa che Christian l'abbia portata lì e che loro siano soci in affari. Al ballo, la sorella di Christian, Mia, menziona che suo fratello fu espulso da quattro diverse scuole per risse. Christian rivela ad Ana che sua madre, prostituta e tossicodipendente, è morta per un'overdose di crack e lui, troppo piccolo per capire cosa stava succedendo, rimase solo con il suo corpo per tre giorni prima di essere portato in ospedale dove Grace Trevelyan Grey lavorava; lei si prese cura di lui e in seguito lo adottò. Durante il ballo, Ana respinge la richiesta di Elena di lasciare Christian e avverte Elena di stare alla larga. Arrivando a casa, lei e Christian scoprono che Leila ha vandalizzato la macchina di Ana con della vernice.
Quando Ana dice a Jack che non parteciperà alla fiera con lui, lui arrabbiato tenta di sedurla mentre sono soli al lavoro, ma lei lo colpisce e fugge. Christian esercita la sua influenza per far licenziare Jack e Ana viene promossa direttore di redazione al suo posto. Christian chiede ad Ana di trasferirsi a casa sua e lei acconsente.
Nell'appartamento di Ana, Leila la minaccia con una pistola. Christian e il suo autista / guardia del corpo, Jason Taylor, entrano e Christian controlla Leila calandosi nei panni di quello che era stato il suo dominatore. Ana, vedendo il bisogno di Christian di controllare e comandare, esce di casa per fare una lunga camminata, tornando ore dopo. Christian è furioso ma Ana ha bisogno di tempo per considerare la loro relazione. Christian si inginocchia davanti a lei come se fosse lui il suo sottomesso e confessa di non essere un dominatore, ma un sadico a cui piace ferire le donne che assomigliano alla sua madre biologica, perché gli sembra di punirla per i suoi errori. Insiste tuttavia nel dire che vuole cambiare. Christian in seguito chiede ad Ana di sposarlo, ma lei risponde che ha bisogno di tempo prima di accettare.
Christian nel mentre parte per un viaggio d'affari con la sua collaboratrice, pilotando il suo elicottero. Si verifica un guasto al motore mentre sorvolano le montagne di Sant'Elena, costringendolo a abbandonare l'elicottero in una zona boscosa. Ne consegue un'enorme ricerca e il conseguente salvataggio. Mentre Ana, terrorizzata, attende notizie, Christian arriva a casa sano e salvo. Rendendosi conto di amarlo e di non poter stare senza di lui, accetta la proposta di matrimonio.
Alla festa di compleanno di Christian, Elena accusa Ana di essere un'arrampicatrice sociale in cerca di soldi e lei le intima di smettere di interferire. Christian ascolta e sprezzante dice alla ex che gli ha insegnato solo "come scopare" mentre Ana gli ha insegnato "come amare". Grace ascolta la conversazione, schiaffeggia la donna e le intima di andarsene per sempre; Christian taglia quindi tutti i legami con Elena. Più tardi quella sera, Christian ripropone ad Ana di sposarlo, questa volta con un anello, e lei accetta. Mentre i fuochi d'artificio esplodono nel cielo, Jack Hyde osserva silenziosamente da lontano i festeggiamenti, giurando vendetta contro la coppia.

## Produzione
Ancor prima dell'uscita del primo capitolo, la Universal ha confermato che il secondo film sarebbe stato diretto dalla regista della prima pellicola Sam Taylor-Johnson, mentre la diretta interessata ha successivamente annunciato l'intenzione di non proseguire nella serie per via dei noti e feroci dissidi avuti con la scrittrice James nel corso della produzione del primo film.
L'attore Jamie Dornan ha dichiarato che difficilmente parteciperà a un sequel per non creare dissapori con la moglie Amelia Warner. In seguito la notizia viene smentita in quanto gli attori sono vincolati da contratto per film multipli, ma la produzione del sequel viene comunque posticipata per vari motivi, tra cui la volontà di E. L. James di riscrivere la sceneggiatura, che poi ha lasciato nelle mani del marito Niall Leonard.
Il 31 agosto 2015 la Universal annuncia il regista del film, James Foley. Nel novembre successivo viene annunciato che i due sequel del film, Cinquanta sfumature di nero e Cinquanta sfumature di rosso, verranno girati insieme, con le uscite fissate per San Valentino 2017 e San Valentino 2018. Le riprese iniziano il 9 febbraio e terminano il 12 luglio 2016, e viene usato il falso titolo di lavorazione "Further Adventures of Max and Banks 2 & 3".
Il budget del film è stato di 55 milioni di dollari.

## Promozione
Il primo teaser trailer del film viene diffuso il 12 settembre 2016, seguito il giorno successivo dal trailer completo, anche in italiano.

## Distribuzione
La pellicola è stata distribuita nelle sale cinematografiche statunitensi dal 10 febbraio 2017 ed in quelle italiane dal 9 febbraio dello stesso anno.

### Divieti
Il film ottiene il rating R negli Stati Uniti, cioè il divieto per i minori di 17 anni non accompagnati, a causa della "forte presenza di contenuti di carattere erotico e sessuale, nudità e linguaggio non adatto".

## Accoglienza

### Incassi
La pellicola ha incassato 381,1 milioni di dollari in tutto il mondo, di cui 114,5 milioni negli Stati Uniti.

### Critica
Come il suo predecessore, il film ha ricevuto recensioni negative, soprattutto per quanto riguarda sceneggiatura, narrazione e la performance di Dornan. Sul sito aggregatore Rotten Tomatoes il film ottiene solamente l'11% delle critiche professionali positive, con un voto medio di 3,3 su 10 basato su 209 recensioni, mentre sul sito Metacritic riceve una valutazione di 33 su 100, basato su 39 recensioni. Il pubblico interpellato da CinemaScore dà al film la valutazione B+ in una scala crescente da F ad A+, superiore al voto C+ che aveva ricevuto il primo film.
Nell'edizione dei Razzie Awards 2017, il film riceve otto candidature: peggior film, peggior attore, peggior attrice, peggior attrice non protagonista, peggior coppia, peggior prequel, remake, rip-off o sequel, peggior regista e peggior sceneggiatura, vincendo due premi per peggior attrice non protagonista a Kim Basinger e peggior prequel, remake, rip-off o sequel.
Il critico Frank Sheck dell'Hollywood Reporter posiziona il film al quinto posto dei film più brutti del decennio 2010-2019, insieme ai capitoli della saga.

## Riconoscimenti
- 2018 - Satellite Award[23]
  - Candidatura Miglior canzone originale (I Don't Wanna Live Forever)
- 2018 - Grammy Award[24]
  - Candidatura Miglior canzone scritta per un film, televisione o altri media audio-visivi (I Don't Wanna Live Forever) a Jack Antonoff, Sam Dew e Taylor Swift